# Woolridge
Woolridge – wieś w Anglii, w hrabstwie Gloucestershire. Leży 5 km na północny zachód od miasta Gloucester i 156 km na zachód od Londynu.